# A Feast of Consequences
A Feast of Consequences è il decimo album del cantante Fish, pubblicato nel 2013 dalla Chocolate Frog Records.

## Tracce
1. "Perfume River" (Dick/Vantsis) – 10:58
2. "All Loved Up" (Dick/Vantsis/Boult) – 5:07
3. "Blind To The Beautiful" (Dick/Vantsis/Boult) – 5:12
4. "A Feast Of Consequences" (Dick/Vantsis/Boult) – 4:29
5. "High Wood" (Dick/Paterson) – 5:26
6. "Crucifix Corner" (Dick/Paterson) – 7:25
7. "The Gathering" (Dick/Paterson) – 4:30
8. "Thistle Alley" (Dick/Vantsis/Boult) – 6:08
9. "The Leaving" (Dick/Paterson/Boult) – 4:59
10. "The Other Side Of Me" (Dick/Vantsis/Boult) – 6:08
11. "The Great Unravelling" (Dick/Vantsis/Boult) – 6:31

## Musicisti
- Fish (Derek W. Dick) – Voce / Testi
- Robin Boult – Chitarra
- Steve Vantsis – Basso
- Foss Paterson – Tastiera
- Gavin Griffiths – Batteria
- Elisabeth Troy Antwi – Voce